# Рин. Легенда об иконе
«Рин. Легенда об иконе» (япон.: イコン伝説 追憶のエルミタージュ) — российско-японский фильм 1992 года режиссёра Родо Сэдзи.

## Сюжет
«Рин: легенда об иконах», основан на реальной истории японки Ямаситы Рин (1857—1939), которая была отправлена в Россию для изучения иконописи Русской православной церкви.
Оригинальный текст (англ.)Rin: the Legend of Icons (Ikon densetsu: tsuioku no Erumitaju, 1993, directed by Seiji Rodo), based on the true story of a Japanese woman, Yamashita Rin (1857—1939) who was sent to Russia by the Russian Orthodox Church to study icon-painting.
— Asian Cinema: A Publication of the Asian Cinema Studies Society, Vol 8-9. — Asian Cinema Studies Society, 1996
1880—1883 годы. Россия. В Санкт-Петербург приезжает юная японка Рин-сан с миссией — постичь мастерство иконописи. В Исаакиевском соборе она очарована иконографией. Она поселяется у монахинь и получает разрешение работать в Эрмитаже. Для Рин, которая воспринимала иконы как западную живопись, подобную картинам, учёба проходит тяжело. Её стиль иконографии, больше похожий на живопись, вызывает критику монахинь: «Вы пишете икону, а не картину!». Одновременно её успехи в освоении мастерства натыкаются на зависть бесталанных учеников. Рин ошибочно принимает одно из братств иконописцев за еретиков, не до конца понимая правила написания икон.
С этой художественной / теологической темой переплетается социальный конфликт и политическая революция, назревающая в России. Это изображено через трёх русских юношей, с которыми Рин знакомится поближе. Один из них, Алёша, — революционер-идеалист, ответственный за террористические акты, который страдает, когда казнят его коллегу, и погибает от собственной бомбы, когда его преследует тайная полиция. Второй, Григорий, аморальный тип, который пытается изнасиловать Рин, становится одним из лидеров большевиков, но тайно позволяет некоторым преследуемым религиозным людям сбежать, в том числе Ионе, притворяясь, что казнил его. Третий, Иона, становится учеником старца и в конце концов сбегает в Японию, чтобы воссоединиться с Рин и пережить Великое землетрясение Канто в 1923 году, которое разрушило купол и иконографию православного собора в Токио.

Неясно, в какой мере эта история исторична, а в какой-просто драматична. Конфликт с монахинями вполне мог быть реальным, так как Рин, хотя и православная и талантливая художница, действительно интересовалась светским западным искусством и приняла пребывание в России от святого Николая, потому что это был её единственный шанс уехать за границу. Есть и другие элементы, которые явно не являются историческими, такие как видение Рин Христа с его намеками на легенду об Абгаре и Туринскую плащаницу. Существование японской иконы «сделанной без рук» не прошло бы незамеченным японской церковью. Тем не менее, это видео предлагает по крайней мере одному человеку творческое понимание аспекта православной иконографии, очень известного в небольшой общине в Японии, но малоизвестного в других местах.
Оригинальный текст (англ.)It is not clear how much of the story is historical and how much mere drama . The conflict with the nuns may well have been real, since Fin, although Orthodox and a talented artist, was really interested in secular Western art and had accepted the stay in Russia from St. Nikolai because it was her only chance to go abroad . There are other elements that are clearly not historical, such as Rin’s vision of Christ with its allusions to the Abgar legend and the Shroud of Turin . The existence of a Japanese icon " made without hands " would not have passed unnoticed by the Japanese church . Nevertheless, this video offers at least one person’s imaginative insight into an aspect of Orthodox iconography very famous n a small community in Japan but little — known elsewhere .
— Sacred Art Journal, VOL 15-19. -St. John of Damascus Association of Orthodox Iconographers, Iconologists, and Architects, 1994

## В ролях
- Сёко Идзити — Рин-сан
- Иван Шведов — Иона
- Юрий Виролайнен — Алёша
- Юлиан Макаров — Гриша, князь
- Борис Романов — Серафим, монах
- Владимир Особик — учитель рисования
- Антонина Шуранова — Феофания, игуменья, начальница иконописной мастерской
- Зинаида Шарко — Аполлония, игуменья
- Александр Дольский — Николай, монах-иконописец
- Нина Мамаева — Таня, немая монахиня
- Геннадий Воропаев — Александр II
- Владимир Богданов — сыщик

В эпизодах: Оксана Базилевич, Дмитрий Циликин, Юрий Васильев, Адольф Шестаков и другие.

## О фильме
Первый полнометражный игровой фильм г-на Седзи, который является владельцем студии Will Productions. Презентация фильма проводилась в рекламных целях, но прохладный прием картины российскими кинематографистами очень расстроил режиссёра, первый неигровой фильм которого «Гомо» получил Гран-при «спонсоров — частных лиц» на фестивале неигрового кино «Кентавр» в Санкт-Петербурге. «Рин. Легенда об иконе» был показан в Домах кино Москвы и Петербурга и более в России демонстрироваться не будет.— Газета «Коммерсантъ», 1992